# Морейнис, Клавдия Григорьевна
Клавдия Григорьевна (Хая Гершовна) Морейнис (12 августа 1911, Одесса — 26 марта 2001, Москва) — первая в СССР тромбонистка.

## Биография
Родилась 30 июля (по старому стилю) 1911 года в Одессе в многодетной семье меджибожского мещанина Герша Несанелевича Морейниса (1872—?) и одесской мещанки Баси Лузеровны Морейнис (в девичестве Ярошевской, 1881—?). Родители заключили брак 4 марта 1905 года в Одессе. 
Выпускница Московской консерватории (1936). Училась у Владислава Михайловича Блажевича и Владимира Арнольдовича Щербинина. В 1941—1969 годах — артистка Большого симфонического оркестра Всесоюзного радио и Центрального телевидения.
Получила вторую премию на Всесоюзном конкурсе исполнителей на духовых инструментах в марте 1941 года.
Похоронена на Востряковском кладбище города Москвы.